# Paimpont
 Paimpont  es una población y comuna francesa, situada en la región de Bretaña, departamento de Ille y Vilaine, en el distrito de Rennes y cantón de Plélan-le-Grand.
El término municipal está cubierto en gran parte por el bosque de su mismo nombre (también asimilado al bosque de Brocelianda de las leyendas artúricas) y sus habitantes se reparten entre el pueblo situado en el centro del bosque a orillas de un lago y las casas dispersas por el bosque. 

## Demografía
| 1791 | 1714 | 1559 | 1449 | 1385 | 1395 |
| Para los censos de 1962 a 1999 la población legal corresponde a la población sin duplicidades (Fuente: INSEE [Consultar]) |      |      |      |      |      |

## Historia
En 645 San Judicael funda el Priorato de Paimpont, el que luego daría lugar al origen del Monasterio Benedictino de Paimpont en la Brocelianda. En el siglo XIII se construye la actual abadía, que fue durante mucho tiempo el núcleo de la actividad de Paimpont.

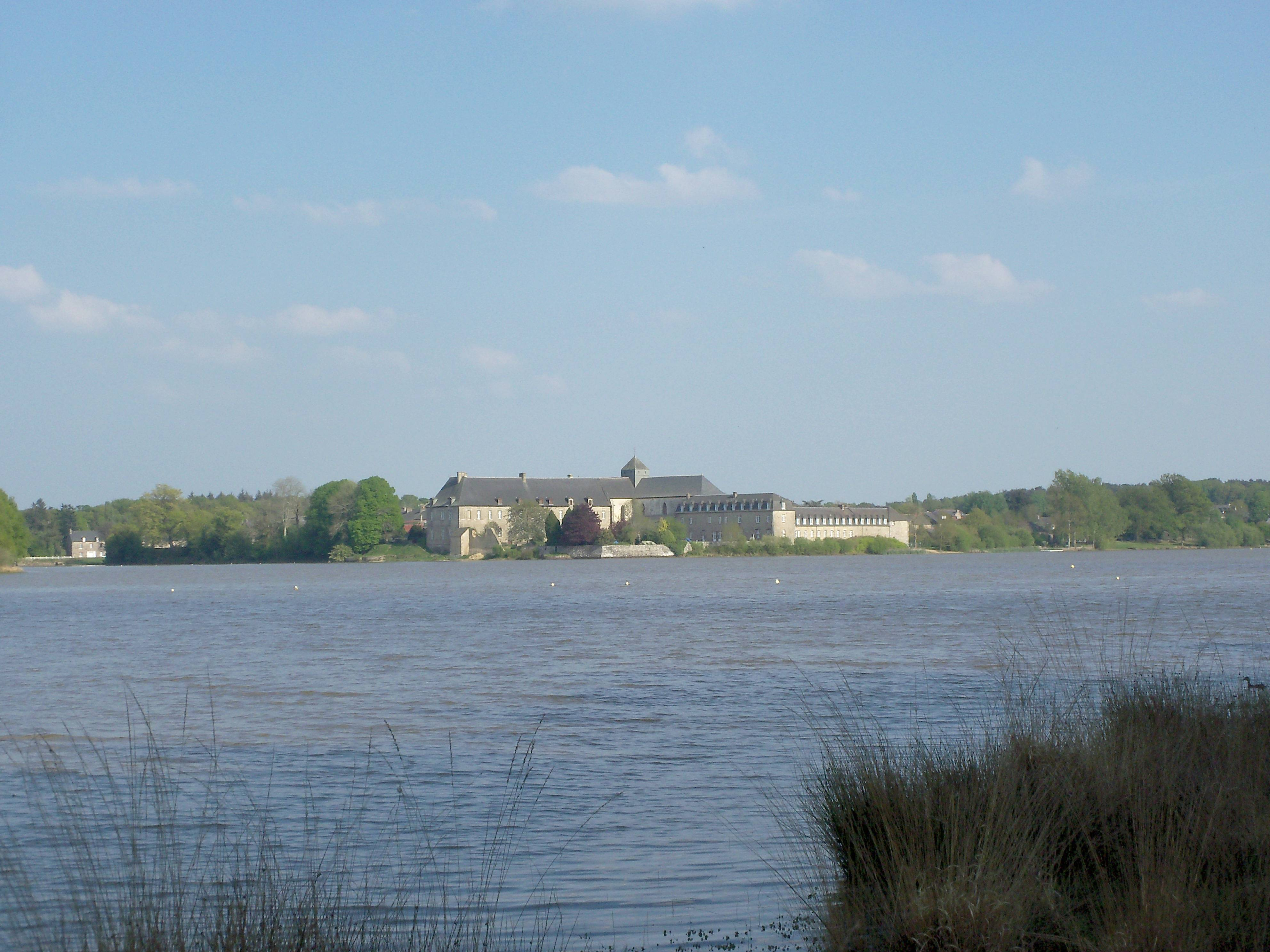
El lago y la abadía vistas desde el oeste

Durante el siglo XIX las forjas de Paimpont adquirieron una gran relevancia, si bien acabaron cerrando progresivamente en la primera mitad del siglo XX.

## Lugares y monumentos
- Abadía Notre-Dame de Paimpont. Situada a orillas del lago, fue construida en el siglo XIII sobre el emplazamiento de un priorato fundado en 645 por Judicael. Fue el origen de un monasterio benedictino, aunque fue habitada desde el siglo XIII por los canónigos hasta la Revolución francesa.

De estilo gótico (los muros, las aberturas, el baptisterio y la capilla del Santo Sacramento, la bóveda...), el abadengo presenta una decoración interior (púlpito, estatuas, altar, retablos...) de estilo barroco del siglo XVII.
La sacristía contiene el tesoro de la abadía, que comprende un Cristo en marfil (siglo XVII), un relicario (siglo XV) ofrecido por la duquesa Margarita de Bretaña, madre de Ana de Bretaña, que contendría un radio de San Judicael.
- Forjas.
- Monumentos megalíticos.
- El bosque de Brocelianda y los lugares asociados al ciclo artúrico.